# Запис Милошевића крушка (Поповац)
Запис Милошевића крушка (Поповац) се налази на парцели чији је власник Милошевић Слободан.

## Локација
| Општина             | Параћин                                                                     |
| Катастарска општина | Поповац                                                                     |
| Потес               | Држица                                                                      |
| Координате          | 43° 54′ 50″ С; 21° 30′ 12″ И / 43.913800000000002° С; 21.503299999999999° И |
| Надморска висина    | 225m                                                                        |

## Карактеристике
Дендрометријске вредности утврђене на терену и сателитским снимцима:
| Стабло                     | крушка |
| Висина стабла              | m      |
| Обим дебла                 | m      |
| Пречник крошње             | 11m    |
| Пречник дебла              | m      |
| Висина дебла до прве гране | m      |

## База записа
Запис је у оквиру Викимедија пројекта "Запис - Свето дрво" заведен под редним бројем 1028.